# افکشت

افکشت روستایی است در دهستان فشارود از توابع بخش مرکزی شهرستان بیرجند، واقع در استان خراسان جنوبی  که بر پایه سرشماری عمومی نفوس و مسکن در سال ۱۳۹۵ جمعیت این روستا ۱۱۸ نفر (در ۳۴ خانوار) بوده‌است.